# Alberto Saavedra Muñoz
Ne doit pas être confondu avec Alberto Saavedra Brazo, footballeur espagnol né en 1971.
Pour les articles homonymes, voir Saavedra.
Alberto Saavedra, nom complet Alberto Saavedra Muñoz, est un footballeur espagnol né le 29 octobre 1981 à Oviedo. Il évolue au poste de défenseur.

## Biographie
Alberto Saavedra joue en Espagne et aux Pays-Bas.
Il dispute quatre matchs en deuxième division espagnole, et plus de 300 matchs en troisième division.
Il évolue pendant trois saisons avec le club d'ADO La Haye. Avec cette équipe, il joue 91 matchs en première division néerlandaise, inscrivant un but.